# Визер, Карл
Карл Визер (нем. Karl Wiser; 6 марта 1800, Вена, Австрийская империя — 18 июня 1889, Линц) — австрийский политик, государственный деятель, губернатор Верхней Австрии (1868), юрист, депутат рейхсрата и ландтага, бургомистр Линца (1873—1885). Почётный гражданин Линца .

## Биография
Сын венского придворного ювелира. Изучал право в Венском университете. Получил докторскую степень, работал юристом. В 1824 году стал придворным прокурором. В 1835 г. переехал в Линц. где открыл адвокатскую контору, работал судьёй и судебным адвокатом.
В политике с 1848 года. Член Немецкой либеральной партии. Принял участие в работе рейхсрата (государственного парламента). В 1848—1851 и 1861—1885 годах — член городского совета Линца, с 1873 по 1885 год, мэр Линца. В 1848—1849 и 1861—1863 годах был депутатом от города Линц в рейхсрате, с 1861 по 1880 год — в государственном парламенте Верхней Австрии. С 15 июня 1868 по 24 июня 1868 г. исполнял обязанности губернатора Верхней Австрии.
В течение 12 лет занимал пост бургомистра Линца, за это время смог реализовать некоторые из своих идей: расширение железнодорожной сети с Линцем в качестве ж/д узла, построил новые школы, создал новую рыночную организацию,  сыграл активную роль в создании Национальной гвардии, провёл канализацию в городе. 
Был лидером либеральной партии Верхней Австрии, президентом Палаты адвокатов Верхней Австрии, членом Государственного суда, вице-президентом Ассоциации искусств Верхней Австрии и Ассоциации музеев Верхней Австрии и др. 
Ушёл со своего поста в возрасте 85 лет из-за серьёзного заболевания глаз.